# ゲンナジー・マナコフ
ゲンナジー・マナコフ（ロシア語ラテン翻字: Gennadii Mikhailovich Manakov, 1950年6月1日 - 2019年9月26日）は、ロシアの宇宙飛行士で、2度のソユーズのミッションに携わった。元ソ連空軍大佐。ソ連邦英雄受賞者。
マナコフはロシア・ソビエト連邦社会主義共和国オレンブルク州のYefimovkaで1950年6月1日に生まれた。1985年9月2日に宇宙飛行士に選ばれ、ソユーズTM-10とソユーズTM-16で機長として飛行し、309日間と21時間18分を宇宙で過ごした。1996年12月20日に引退した。既婚で、2人の子供がいる。
2019年9月26日に69歳で死去。